# Campeonatos distritais de quarto nível
Os campeonatos distritais de quarto nível são o oitavo escalão do futebol português do sistema de ligas de futebol de Portugal. Neste momento este escalão é constituído pela 1ª Divisão da AF Porto com um total de 70 equipas.
As equipas que são promovidas deste escalão disputam na temporada seguinte os campeonatos distritais de terceiro nível.
| Nível | Campeonatos distritais de quarto nível                   |
| 8     | 1ª Divisão da AF Porto 70 clubes (Séries 1, 2, 3, 4 e 5) |